# Drużba (obwód ługański)
Drużba (ukr. Дружба) – osiedle na Ukrainie, w obwodzie ługańskim, w rejonie siewierodonieckim. W 2001 liczyło 233 mieszkańców.